# The Zephyr Song
«The Zephyr Song» es una canción de los Red Hot Chili Peppers y es el segundo sencillo del octavo álbum de estudio de la banda, By the Way. La canción, como sencillo, fue lanzada en dos partes. Ambas ediciones incluían dos canciones inéditas en los lados B. Este sencillo contiene la mayor cantidad de canciones inéditas acumuladas en los lados B que cualquier otro sencillo que los Red Hot Chili Peppers han lanzado. El sencillo alcanzó el número 6 en la lista Billboard Modern Rock Tracks, rompiendo una racha de la banda de tres números uno consecutivos. Durante el By the Way World Tour, la canción fue tocada en la mayoría de los conciertos en vivo. Sin embargo, desde el año 2004, no es interpretada en vivo con tanta frecuencia.
Su vídeo musical fue dirigido por Johnathan Dayton y Valerie Faris, quien ya había trabajado con la banda en anteriores vídeos. En el podemos ver a la banda tocar con fondos psicodélicos, y dando un efecto de caleidoscopio, así como también vemos bailarines danzar al ritmo de la canción.

## Lista de canciones
| Sencillo 1, CD |                           |          |  |
| N.º            | Título                    | Duración |  |
| 1.             | «The Zephyr Song»         | 3:52     |  |
| 2.             | «Body of Water» (Inédita) | 4:41     |  |
| 3.             | «Someone» (Inédita)       | 3:24     |  |

| Sencillo 2, CD |                              |          |  |
| N.º            | Título                       | Duración |  |
| 1.             | «The Zephyr Song»            | 3:52     |  |
| 2.             | «Out of Range» (Inédita)     | 3:58     |  |
| 3.             | «Rivers of Avalon» (Inédita) | 3:39     |  |

| Sencillo 3, CD |                          |          |  |
| N.º            | Título                   | Duración |  |
| 1.             | «The Zephyr Song»        | 3:52     |  |
| 2.             | «Out of Range» (Inédita) | 3:58     |  |

| Vinilo de 7" |                          |          |  |
| N.º          | Título                   | Duración |  |
| 1.           | «The Zephyr Song»        | 3:52     |  |
| 2.           | «Out of Range» (Inédita) | 3:58     |  |

## Posiciones en las listas
| Listas                            | Posición |
| --------------------------------- | -------- |
| Lista musical de Australia        | N.º 21   |
| Lista musical de Canadá           | N.º 11   |
| Lista musical de Francia          | N.º 90   |
| Lista musical de Italia           | N.º 20   |
| Lista musical de Nueva Zelanda    | N.º 9    |
| Lista musical de los Países Bajos | N.º 72   |
| Lista musical del Reino Unido     | N.º 11   |
| Lista musical de Suiza            | N.º 100  |
| Billboard Adult Top 40            | N.º 16   |
| Billboard Mainstream Rock         | N.º 14   |
| Billboard Modern Rock Tracks      | N.º 6    |
| The Billboard Hot 100             | N.º 49   |